# Twycross
Twycross è un paese della contea del Leicestershire, in Inghilterra.